# Pierce Joseph Gerety
Pierce Joseph Gerety (* 6. März 1914 in Shelton, Connecticut; † 4. Dezember 1983 in Southport (Connecticut)) war ein US-amerikanischer Rechtsanwalt der von 1953 bis 1961 während der Regierung von Dwight D. Eisenhower leitender Beamter war. In der McCarthy-Ära saß er Gremien vor, die US-Bürger in internationalen Organisationen, wie die Vereinten Nationen sowie Einwanderungswillige auf un-amerikanisches Verhalten prüfte.
Pierce Joseph Gerety begann seine Erwerbsleben als Reporter für die Bridgeport Post.

## Studium
1942 schloss er ein Studium an die Fordham University School of Law mit Auszeichnung ab und wurde ein erfolgreicher Rechtsanwalt.

## Refugee Relief Act
Das Refugee Relief Act von 1953 war das zweite Gesetz der Vereinigten Staaten über die Aufnahme und Neuansiedlung von Flüchtlingen nach dem Displaced Persons Act von 1948, das Ende 1952 auslief. Es führte zur Aufnahme von 214.000 Einwanderern in die Vereinigten Staaten, darunter 60.000 Italiener, 17.000 Griechen, 17.000 Niederländer und 45.000 Einwanderer aus kommunistischen Staaten. Das Gesetz lief 1956 aus.
Ursprünglich hieß das Gesetz „Emergency Migration Act“ und sollte auf die Forderung von Präsident Dwight D. Eisenhower nach einer Notstandsgesetzgebung reagieren, um mehr Einwanderer aus Südeuropa aufzunehmen, die im Rahmen der Quoten des Immigration and Nationality Act von 1952 ausgeschlossen waren.
Am 30. Dezember 1954 ernannte US-Außenminister John Foster Dulles Edward Corsi für 90 Tage zum Special assistant to the Secretary of State for refugee and migration problems, diese Ernennung wurde nicht durch den Senat bestätigt. Nachdem er die Aufgaben aus dem Gesetz geschäftsführend wahrgenommen hatte beklagte Corsi 1955, dass die Durchführung des Gesetzes durch zwanghafte „Psychologie der Sicherheit“ behindert würde und die Flüchtlinge „zu Tode untersucht“ würden. Einerseits kultivierte R. W. Scott McLeod, der Sicherheitsdirektor des US-Außenminister John Foster Dulles, einen Konflikt mit Edward Corsi, dem geschäftsführenden Special assistant to the Secretary of State for refugee and migration problems und andererseits hatte der Abgeordnete Francis E. Walter Kenntnis erlangt, dass Corsi Mitglied der National Lawyers Guild und des American Committee for the Protection of the Foreign war. Der Konflikt wurde eskaliert, bis 1955 Pierce Joseph Gerety Edward Corsi als Special assistant to the Secretary of State for refugee and migration problems ablöste.
Pierce Joseph Gerety war 1953 von Dwight D. Eisenhower als Büroleiter des Office of Refugee and Migration Affairs (ORM), welches über die Mittel des Refugee Relief Program (RRP) verfügte und so maßgeblich an Entscheidungen im Bereich der Migration in die Vereinigten Staaten beteiligt war, eingesetzt worden.
In dieser Rolle geriet Gerety 1955 in einen Streit über die Zahl der Flüchtlinge aus Osteuropa, die unter den vom Kongress der Vereinigten Staaten im Refugee Relief Act genehmigten Einwanderungsquoten lag. Er behauptete, dass Schwierigkeiten bei der Suche nach Arbeitgebern für die Einwanderer verantwortlich seien und bestritt, dass bürokratische Verzögerungen dafür die Ursache wären.
In der Folge zeigte er, dass er, obwohl er nur 18 Monate Special assistant to the Secretary of State for refugee and migration problems bis zum Ablauf des Förderprogramms im Dezember 1956 war, genug Arbeitgeber und Sponsoren für die Einwanderer fand und die Quote der Agentur nahezu erfüllen konnte. Gerety selbst trat als Sponsor von sieben chinesische Schwestern auf.
Von 1955 bis 1957 war er Deputy administrator of the Refugee Relief Program, Department of State, (Stellvertretender Verwalter der Flüchtlingsausgleichprogrammes) des Außenministerium der Vereinigten Staaten.
Gerety hatte die Einwanderungsverfahren gestrafft, indem er den Verwaltungsaufwand für die Erteilung von Visa verringerte.

## International Organizations Employees Loyalty Board
1953 war Pierce Joseph Gerety auch zum Vorsitzenden des International Organizations Employees Loyalty Board ernannt worden. 1954 wurde er zum General Counsel of the United States Civil Service Commission (Leiter der Rechtsabteilung des US-amerikanischen Bundespersonalabteilung) ernannt. Dieses Gremium untersuchte US-Bürger, die für internationale Organisationen, wie die Vereinten Nationen, arbeiteten. Gerety überprüfte über 4.000 US-Amerikaner, darunter auch den Nobelpreisträger Ralph Bunche, auf kommunistische Verbindungen. Das Loyalty Board wurde als Reaktion auf die Anschuldigung von Senator Joseph McCarthy ins Leben gerufen, das UN-Sekretariat sei mit Mitgliedern der Kommunistischen Partei durchsetzt. Das Außenministerium hatte ohne Anhörung eine Reihe von angeblichen Kommunisten suspendiert. Das Gremium befasste sich mit der „erfolgreichen Beseitigung unerwünschter Amerikaner“ aus den Vereinten Nationen und anderen Organisationen. Unerwünschter Amerikaner war zu dieser Zeit Synonym für Kommunist. Das Gerety-Gremium stellte fest, dass die meisten der gegen Bunch erhobenen Anklagen, wie die wegen „unamerikanischer Aktivitäten“, unbegründet waren und fast 4.000 Fälle innerhalb eines Jahres abgeschlossen hatten .
Als Gerety 1955 aus dem Loyalty Board ausschied, war McCarthy in Ungnade gefallen.

## Werdegang ab 1957
Gerety hatte 1942 die Zulassung als Rechtsanwalt erworben und übte diesen Beruf zeit seines Lebens aus.
Von 1953 bis 1961, während der Regierung von Dwight D. Eisenhower, übte er einige Bundesämter aus.
Von 1957 bis 1958 war er General counsel of the Federal Housing Administration (Leiter der Rechtsabteilung der Bundeswohnungsverwaltung).
1961 war Gerety im ehrenamtlicher Vorsitzender des Fernost Programmes des International Rescue Committee.

## Privatwirtschaft
Später gründete er mit Miles und Peter, zweien seiner vier Söhne, eine Anwaltskanzlei.
- Von 1959 bis 1961 war er der New Yorker Partner von Wolf, Bloch, Schorr and Solis-Cohen in Philadelphia.
- Von 1961 bis 1963 war er Partner von Wolf and Gerety in New York City.
- Von 1963 bis 1966 war er Partner von Royall, Koegel and Rogers in New York City.
- Von 1966 bis 1968 war er Vice President, Berater der Ogden Corporation, New York City.
- Von 1968 bis 1970 war er Geschäftsführer von Gould, Cargill & Company, Inc.
- Von 1971 bis 1973 war er Berater bei Whitman & Ransom.
- Von 1970 bis 1977 war er Senior vice president Ogden Corporation, New York City.
- Ab 1978 war er Aufsichtsratsvorsitzender der Barkey International Corporation, Fairfield, Connecticut. Director Enrique C. Welbers (S.A.), Buenos Aires, Argentina. President, Direktor bei Sasco Creek Corporation, Fairfield. Partner firm Gerety and Gerety, Fairfield.

## Ämter und Mitgliedschaften
- Von 1945 bis 1955 war er Gemeinderat in Fairfield (Connecticut).
- Von 1964 bis 1965 war er Vorsitzender der American Immigration and Citizenship Conference.
- Von 1948 bis 1954 war er Mitglied der Republican State Central Committee Connecticut.

## Familie
Er war der Sohn der irischen Einwanderer Charlotte U. (Daly) Gerety und Peter Leo Gerety, die aus der Grafschaft Galway stammten.
Zu seinen acht Brüdern gehörte auch Peter Leo.
Am 8. Juni 1940 heiratete er Helen Martin. Ihre Kinder waren Pierce, Thomas Richard und Miles Stephen.